# Freyastera digitata
Freyastera digitata är en sjöstjärneart som beskrevs av McKnight 2006. Freyastera digitata ingår i släktet Freyastera och familjen Freyellidae. Inga underarter finns listade i Catalogue of Life.